# Zinsschranke
Die Zinsschranke ist im deutschen Steuerrecht ein Element der Unternehmensbesteuerung, das grenzüberschreitende Steuervermeidung zwischen Unternehmen bei Zinsen vermeiden soll.

## Allgemeines
Als Teil der Unternehmensteuerreform 2008 in Deutschland ist die Zinsschranke im Einkommensteuergesetz (EStG) und Körperschaftsteuergesetz (KStG) geregelt (§ 4h EStG in Verbindung mit § 8a KStG). Sie soll den Abzug von Zinsaufwendungen als Betriebsausgaben bei gewerblichen Unternehmen begrenzen.

## Hintergrund, Sinn und Zweck
In der Vergangenheit hatten global agierende Unternehmen durch Kapitalzuführung aus dem Ausland erreicht, dass in Deutschland steuerlich abzugsfähiger Zinsaufwand entsteht, die Zinserträge dagegen im Ausland erfasst werden. Die Zinsschranke dient in erster Linie der Vermeidung dieser grenzüberschreitenden Gestaltungen. Die Zinsschranke ersetzt die Regelungen zur Gesellschafter-Fremdfinanzierung. Eine vergleichbare Regelung in den USA wird als earnings stripping rule bezeichnet. Anders als bei der Vorgängerregelung zur Gesellschafter-Fremdfinanzierung, § 8a KStG a. F., werden von der Zinsschranke nicht nur Kapitalgesellschaften, sondern auch natürliche Personen und Personengesellschaften erfasst.

## Funktionsweise und zeitliche Anwendung
Die Zinsaufwendungen (das sind alle Formen der Geldkapitalüberlassungen, auch Damnum/Disagio, Provisionen, Gebühren usw., nicht Sachkapitalüberlassungen wie Miete, Leihe usw.) sind als Betriebsausgabe abziehbar bis zur Höhe des im  Unternehmen angefallenen Zinsertrages desselben Jahres, der darüber hinausgehende Nettozinsaufwand aber nur bis zur Höhe von 30 % des steuerpflichtigen Gewinns vor Zinsertrag, Zinsaufwand, Ertragsteuern und Abschreibungen (EBITDA). Zinsaufwand, der diese Grenze überschreitet, ist nicht im Jahr seiner Entstehung abzugsfähig und wird dem Gewinn außerbilanziell wieder hinzugerechnet. Der nicht abzugsfähige Zinsaufwand wird durch das Betriebsfinanzamt gesondert festgestellt und als sogenannter Zinsvortrag in folgende Jahre vorgetragen.
Die Zinsschranke gilt erstmals für Wirtschaftsjahre, die nach dem 25. Mai 2007 begonnen haben und nicht vor dem 1. Januar 2008 enden (also gilt die Zinsschranke zum Beispiel für Unternehmen, deren Wirtschaftsjahr vom 1. Juli 2007 bis 30. Juni 2008 läuft).

## Wann greift die Zinsschranke nicht?
Die Zinsschrankenregelung gilt für Körperschaften wie auch für Personengesellschaften und Einzelunternehmer, und zwar sowohl für bilanzierende als auch für Überschussrechner. Gesellschaften innerhalb eines Organkreises gelten als ein Betrieb.
Die Zinsabzugsbeschränkung soll nicht greifen, wenn 
- der Saldo aus Zinsaufwendungen und Zinserträgen (Nettozinsaufwand) negativ ist, soweit er weniger als 3 Mio. € beträgt. (früher: 1 Mio. €, Anhebung durch das Bürgerentlastungsgesetz auf 3 Mio. € zunächst für die Jahre 2008 und 2009, seit dem Wachstumsbeschleunigungsgesetz unbefristet)
- der Betrieb nicht Teil eines Konzerns ist („Stand-alone-Klausel“)[1] oder
- der Betrieb Teil eines Konzerns ist und seine Eigenkapital/Fremdkapital-Relation nicht schlechter ist als die des Konzerns oder diese um bis zu 2 Prozentpunkte unterschreitet („Escape-Klausel“).[2] Der Eigenkapitalvergleich ist grundsätzlich nach den internationalen Rechnungslegungsstandards IFRS zu führen. Bilanziert der Betrieb nach HGB, während der Konzernabschluss nach IFRS aufgestellt wird, ist eine Überleitungsrechnung vorzulegen.

## Kritik

### Verfassungsrechtliche Bedenken
Die mit der Zinsschranke einhergehende teilweise Nichtabzugsfähigkeit von Betriebsausgaben ist im Schrifttum teilweise heftig kritisiert worden. Viele Autoren sehen in der Zinsschranke einen Verstoß gegen das steuerliche Nettoprinzip, welches besagt, dass nur der Nettogewinn besteuert werden darf, und damit eine Unvereinbarkeit der Vorschrift mit dem Grundgesetz. Der Bundesfinanzhof (BFH) hat mit am 10. Februar 2016 veröffentlichtem Beschluss dem Bundesverfassungsgericht (BVerfG) die Frage vorgelegt, ob die Zinsschranke verfassungswidrig ist (I R 20/15). Bereits in seinem Beschluss vom 18. Dezember 2013 (I B 85/13) hatte der BFH Zweifel an der Verfassungskonformität der Zinsschranke geäußert. Dazu hatte das Bundesministerium der Finanzen jedoch am 13. November 2014 einen Nichtanwendungserlass angeordnet.
Verfassungsrechtlich problematisch ist auch, dass die Regelung rückwirkend eingeführt wurde (siehe oben), ohne dass Übergangs- oder Bestandsschutzregelungen bestehen.

### Sonstige Kritik
Die Möglichkeit zum Zinsvortrag wird häufig ins Leere laufen: Oft wird sich die Situation des betroffenen Unternehmens, insbesondere das steuerliche EBITDA, auch in Folgejahren nicht erheblich verändern, so dass sich Zinsvorträge immer weiter anhäufen und praktisch nie nutzbar werden. Spätestens bei Aufgabe oder Übertragung des Betriebes gehen die Vorträge endgültig verloren.
Der "Fallbeileffekt" der Freigrenze sorgt im Grenzbereich der 3 Mio. € für gravierende Auswirkungen, je nach Unter- oder Überschreitung der Grenze.
Die Regelung sorgt für eine weitere erhebliche Verkomplizierung des Steuerrechts. Eine Vielzahl neuer Begriffe sind auszulegen und anzuwenden. Ohne Anwendungsschreiben der Finanzverwaltung wird die Regelung kaum einheitlich anzuwenden sein. Der administrative Aufwand der betroffenen Unternehmen ist hoch. Andererseits lädt die Regelung zu kreativen (Gegen-)Gestaltungsmaßnahmen ein. Nach Aussage von Michael Meister, Parlamentarischer Staatssekretär beim Bundesminister der Finanzen im Kabinett Merkel III, wird die Regelung jedoch „allenfalls 300 Unternehmen“ treffen.